# 衛生福利部衛生福利人員訓練中心
衛生福利部衛生福利人員訓練中心（簡稱衛福人訓中心）是中華民國衛生福利部設立的衛生與社會福利人員的專責訓練單位，位於南投縣草屯鎮。

## 歷史
- 1963年，臺灣省政府社會處以聯合國兒童基金會援助成立「臺灣省兒童福利業務人員研習中心」，最初先後借用彰化縣婦幼福利中心及臺中縣大里鄉菩提醫院作為研習場所。
- 1982年，選定南投縣草屯鎮南埔里（現址）作為固定研習場地，並開始興建學員宿舍（樂群樓）。
- 1984年1月，改制為任務編組「臺灣省社會福利工作人員研習中心」，並租借救國團台中學苑（今台中市西屯區厚德飯店址）作為訓練場地；教學與行政大樓（育英樓）完工啟用。
- 1986年3月1日，成為常設訓練機構。
- 1999年7月1日配合精省，改隸內政部而更名為「內政部社會福利工作人員研習中心」，成為負責中華民國社會福利專業人員的培訓研習場地。
- 2013年7月23日，以常設任務編組改隸衛生福利部，更名為「衛生福利部衛生福利人員訓練中心」，增加負責衛生人員的研習與訓練。

## 行政組織
- 主任
  - 教務組
  - 學務組
  - 行政組

## 外部連結
- 衛生福利部衛生福利人員訓練中心 （页面存档备份，存于）（繁體中文）（英文）